# Zasilacz stabilizowany

Schemat blokowy zasilacza stabilizowanego

Zasilacz stabilizowany – urządzenie służące do zasilania prądem o ustalonym napięciu lub rzadziej o ustalonym natężeniu innych obwodów i urządzeń elektrycznych. Charakteryzuje się bardzo dużą stabilnością stabilizowanego parametru. 
Głównymi elementami zasilacza stabilizowanego prądu stałego są:
- transformator lub przetwornica;
- prostownik z kondensatorem zbiorczym;
- stabilizator;
- filtr wyjściowy.

Stabilizatory dzielą się ze względu na sposób stabilizacji na:
- parametryczne – wykorzystywane jako źródło napięcia odniesienia (diody Zenera);
- kompensacyjne – zawierające układ ze sprzężeniem zwrotnym oddziałującym na element regulacyjny.

Podział ze względu na rodzaj pracy:
- o działaniu ciągłym;
- o działaniu impulsowym.

## Stabilizator kompensacyjny
Ponieważ napięcie wyjściowe zmienia się wraz ze zmianami napięcia sieci i prądu obciążenia, obwód sprzężenia zwrotnego porównując napięcie wyjściowe z napięciem odniesienia dokonuje takiej zmiany w wysterowaniu elementu regulacyjnego (np. tranzystora szeregowego), jaka jest konieczna do utrzymania napięcia wyjściowego na stałym poziomie. Obecnie do stabilizacji napięcia (do kilkudziesięciu V) i prądu (do kilku A) powszechnie wykorzystywane są elektroniczne stabilizatory scalone zawierające główne elementy składowe w jednej obudowie. 